# Lancer du disque féminin aux Jeux olympiques d'été de 1928
Navigation
Los Angeles 1932
L'épreuve du lancer du disque féminin aux Jeux olympiques de 1928 s'est déroulée le 31 juillet 1928 au Stade olympique d'Amsterdam, aux Pays-Bas. La Polonaise Halina Konopacka devient à cette occasion la première athlète féminine de l'histoire à remporter un titre olympique.

## Résultats

### Finale
| Rang | Athlète          | Pays       | Marque     |
| ---- | ---------------- | ---------- | ---------- |
| 1    | Halina Konopacka | Pologne    | 39.62 (WR) |
| 2    | Lillian Copeland | États-Unis | 37.08      |
| 3    | Ruth Svedberg    | Suède      | 35.92      |
| 4    | Milly Reuter     | Allemagne  | 35.86      |
| 5    | Grete Heublein   | Allemagne  | 35.56      |
| 6    | Liesl Perkaus    | Autriche   | 33.54      |

### Qualifications
| Rang | Athlète            | Pays               | Temps   | Note |
| ---- | ------------------ | ------------------ | ------- | ---- |
| 1    | Halina Konopacka   | Pologne            | 39,17 m | Q    |
| 2    | Lillian Copeland   | États-Unis         | 36,33 m | Q    |
| 3    | Grete Heublein     | Allemagne          | 35,56 m | Q    |
| 4    | Milly Reuter       | Allemagne          | 34,75 m | Q    |
| 5    | Ruth Svedberg      | Suède              | 34,68 m | Q    |
| 6    | Liesl Perkaus      | Autriche           | 33,54 m | Q    |
| 7    | Maybelle Reichardt | États-Unis         | 33,52 m |      |
| 8    | Genowefa Kobielska | Pologne            | 32,72 m |      |
| 9    | Charlotte Mäder    | Allemagne          | 32,22 m |      |
| 10   | Lucienne Velu      | France             | 31,29 m |      |
| 11   | Lena Michaëlis     | Pays-Bas           | 31,04 m |      |
| 12   | Paula Mollenhauer  | Allemagne          | 30,94 m |      |
| 13   | Piera Borsani      | Italie             | 30,67 m |      |
| 14   | Elfrida Karlsone   | Lettonie           | 30,60 m |      |
| 15   | Rena MacDonald     | États-Unis         | 30,25 m |      |
| 16   | Erzsébet Ruda      | Royaume de Hongrie | 29,65 m |      |
| 17   | Bets Dekens        | Pays-Bas           | 29,36 m |      |
| 18   | Berta Jikeli       | Roumanie           | 28,19 m |      |
| 19   | Margaret Jenkins   | États-Unis         | 27,07 m |      |
| 20   | Lucie Petit-Diagre | Belgique           | 25,28 m |      |
| 21   | Jenny Toitgans     | Belgique           | 24,40 m |      |

## Légende
Records et Performances
- AR : Record continental (area record)
- CR : Record des championnats (championship record)
- MR : Record du meeting (meet record)
- NR : Record national (national record)
- OR : Record olympique (olympic record)
- PR : Record paralympique (paralympic record)
- PB : Record personnel (personal best)
- SB : Meilleure performance personnelle de la saison (season's best)
- WL : Meilleure performance mondiale de l'année (world leader)
- WJR : Record du monde junior (world junior record)
- WR : Record du monde (world record)

Circonstances et Conditions
- DNF : N'a pas terminé (did not finish)
- DNS : N'a pas pris le départ (did not start)
- DQ : Disqualification (disqualification)
- NM : Aucun essai valable enregistré (No Mark)
- Q : Qualifié « directement » au prochain tour (ou à la prochaine compétition), lors d'une compétition majeure, grâce au classement ou à la réalisation des minima (automatic qualifier)
- q : Qualifié au prochain tour (ou à la prochaine compétition), lors d'une compétition majeure, grâce au repêchage ou à la réalisation de l'une des meilleures performances parmi celles des « non qualifiés directement » (grâce au meilleur temps ou à la meilleure distance par exemple) (secondary qualifier)